# Wiry-au-Mont
Wiry-au-Mont – miejscowość i gmina we Francji, w regionie Hauts-de-France, w departamencie Somma.
Według danych na rok 2011 gminę zamieszkiwały 124 osoby, a gęstość zaludnienia wynosiła 26 osób/km² (wśród 2293 gmin Pikardii Wiry-au-Mont plasuje się na 905. miejscu pod względem liczby ludności, natomiast pod względem powierzchni na miejscu 890.).